# ジュルナル・デ・ヴォヤージュ
ジュルナル・デ・ヴォヤージュ (仏：Journal des voyages) は、フランスのイラスト入り週刊新聞。1877年にパリで設立され、1949年まで刊行された。旅行や探検の現実的な物語と信じられないようなフィクションを混ぜ合わせた内容となっている。

## 歴史

### 第一期 (1877年-1896年)
本紙はシャルル・リュシアン・ファールによって1875年7月1日にパリで設立された定期刊行物「Le Journal des voyages et des aventures de terre et de mer（陸上と海上、毎週の旅行と冒険の日記）」に由来している。その後、これは新しい管理チームによって1877年7月に吸収された。
1877年、モーリス・ドレイフュス（Maurice Dreyfous, 1843-1924）は人気の探検旅行に関する週刊誌を立ち上げるために、ジョルジュ・デコーと協力した。デコーは一年前に廃刊したイラスト諷刺雑誌「エクリプス」の設立者であるフランソワ・ポウロウから雑誌を引き継いでおり、ファールは友人であり仲間であるポウロウやデコーのような出版者から恩恵を受けていた。ドレイフュスとデコーは苦境に陥っていたこのファールの雑誌を買い取った。
ドレイフュスは、この新聞で多くの作品を出版した。彼はエミール・ゾラやギュスターヴ・フローベールと友人であった。彼はロンドンと連絡をとり、コンゴ川の源流を発見したばかりのヘンリー・モートン・スタンリーの日記を入手することに成功した 。彼はこれを新しい雑誌「Bibliothèque d'aventures et de voyages（冒険と旅の図書館）」で発表した。この雑誌はある程度の成功を収め、アルマン＝デジレ・モングレジャン（Armand-Désiré Montgrédien）がディレクターに就任した。
家族を購買層とするために日曜日に刊行していたこの新聞は二つのオフィスを持っていた。クロワッサン通り7番の「リブレリー・イリュストレ」、フォーブル-モンマルトル通り13番の「リブレリー・ドレイフュス」である。新聞はモノクローム16ページで価格は15サンチームだった。
このスタイルは20年間続いた。最初の協力者には、旅行者の混乱したメモを整理するのに長けた地理学会の会員、ジュール・グローがいた。彼は勤めていた新聞社から引き抜かれた。彼は当時ブラジルの領土であった独立ガイアナ共和国を設立して大統領に就任した。
本紙はすぐに読者を獲得したが、唯一の競合誌としてアシェット・リーブルの「ル・トゥール・デュ・モンド」があった。デコーが多くの画家を雇ったとき、ドレイフュスも最初の編集者でもあった画家、アルベール・ロビダの協力を得ることに成功した。小説家のルイ＝アンリ・ブセナールの作品も一般の人気を得た。オフィスはサン・ヨセフ通り8番に移転し、事業規模を拡大した。デコーとモングレジャンは、1887年から新しい雑誌「ラ・スィヤーンス・イリュストレ」などの発刊を開始した。ここでロビダは6ページの戯画《モンド・コミック》を依頼されている。

### 第二期 (1896年-1915年)
1890年、デコーは病気のために辞任した。彼の株式は1894年にシャルル兄弟とジュール・タランディエによって買い取られ、彼はモングレジャンと共同で本紙を買収した。
新しい新聞は三つに統合された。「Sur mer et sur terre, revue illustrée des voyages（海と陸のイラスト入り旅行記）」、「Le Monde pittoresque et monumental（絵のように美しい記念碑的な世界）」、「La Terre illustrée（絵の地球）」である。最初の号は日曜日ではなく木曜日に巻頭カラーで発行された。なお、三番目のものは新聞の補足として刊行されている。1900年、タランディエは取締役に就任し、地理学者のレオン・ドゥイス（Léon Dewez）をディレクターに任命した。オフィスは1914年7月にジャン・ジョレスが暗殺されたカフェ・デュ・クロワッサンの上に位置するモンマルトル通り146番に移転した。本紙は、当時多くの出版社が集中していたこの地区の重要な存在となった
1909年に新しいモデルが出たとき、本紙の発行部数はピークに達したが、出版社「Société parisienne d'éditio」による若い大人を購買層とした新聞「L'Intrépide」が本紙に打撃を加えた。数年前ジョルジュ・ニューネスによって設立された雑誌の「Je sais tout」は「並外れた物語」を提供し、大人の読者層をつかんでいた。本紙の魅力であったイラストや版画も新しく台頭してきた写真にその座を奪われるようになってきた。第一次世界大戦勃発の一年後、まだ15サンチームで販売されていた本紙は一面で軍事物語を採り上げたのち休刊した。

### 第三期 (1920年-1921年)
1910年代は購入者に支えられていたが、タランディエの管理の元にタイトルが「Journal de voyages, sur mer, sur terre, dans les airs」に変わった。これは若い読者を対象としており、1920年2月26日から1921年10月13日まで発行された。

### 第四期 (1924年-1925年)
タランディエは1934年10月16日、本紙を通俗科学紙として送り出し、科学ディレクターのモロー神父と編集者のギィ・ド・テラモンに委ねた。ギィはファンタジーとSFを認めた非常に多作な小説家であった。創刊号はジョルジュ船長の「虎の目を持つ男」が掲載された。これは移植と遺伝的な異常を組み合わせた恐ろしい物語である。さらに「火星はあなたに話しかけるでしょう」で、旅行は惑星間宇宙となった。タランディエは競合していた出版者のガストン・ドイン（Gaston Doin）に営業譲渡し、1925年4月まで営業許可を保持した。

### 第五期 (1925年-1931年)
1925年9月、出版社のエディシオン・ラルースが本紙の刊行を再開した。「Le Journal des voyages : tourisme, sciences, sports」は大人の読者を取り戻そうとしたが、経済危機によって1931年に休刊した。

### 政治的な時期 (1931年-1938年)
ここで本紙はアンリ・ヴァスール（Henri Vasseur）の指揮のもと、マルセル・デアがコラムを担当していたフランス社会党のような政治的な内容の月刊誌となった。これは不定期に刊行され、1938年に休眠状態となった。

### 第六期 (1946年-1949年)
1946年4月、本紙は元のタイトルで灰のなかから立ち上がった。4色の表紙と2色の本文ページで若い読者を対象とした。表紙キャプションは資源の不足により粗悪な印刷となっている。
本紙は1949年末に終刊した。

## 表紙ギャラリー

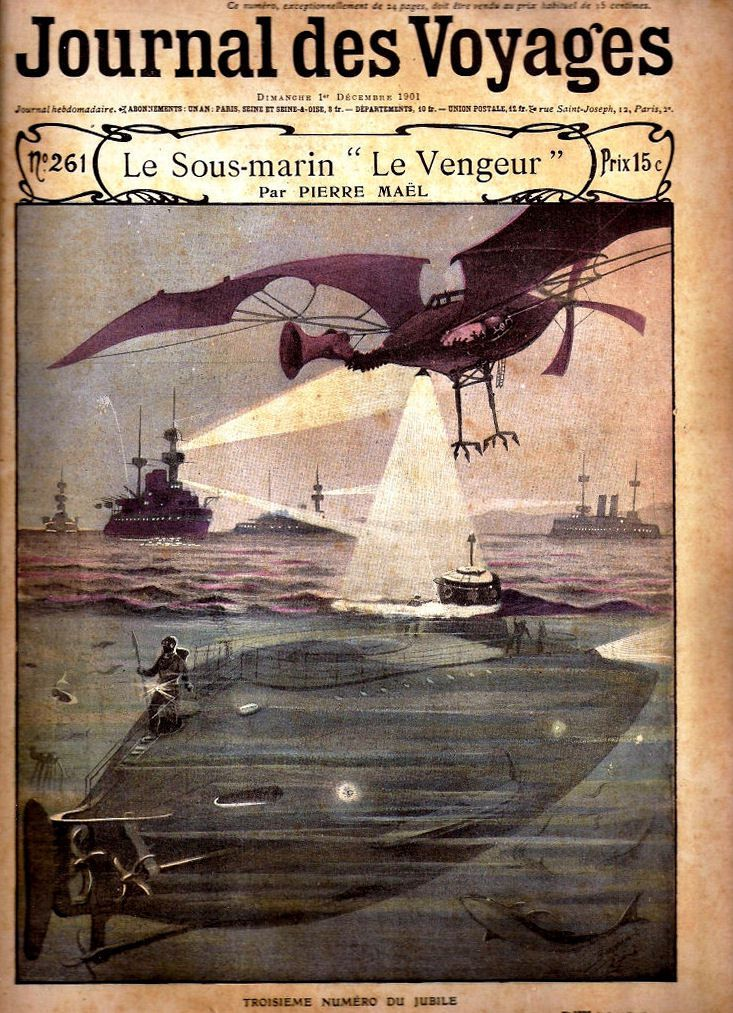
1901年
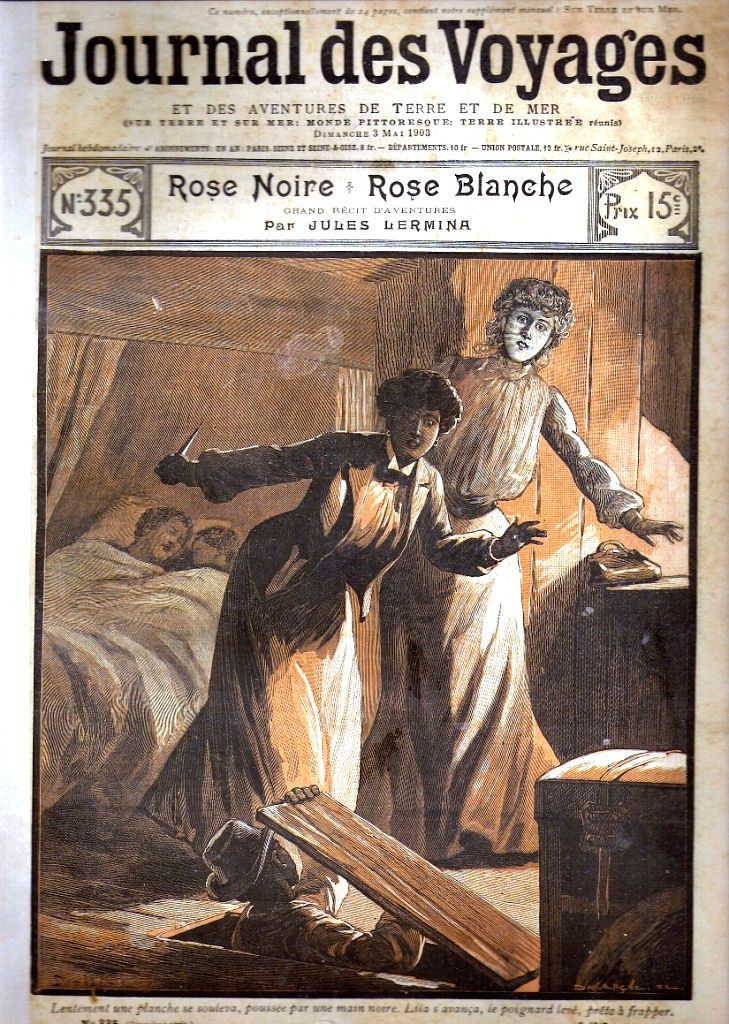
1903年
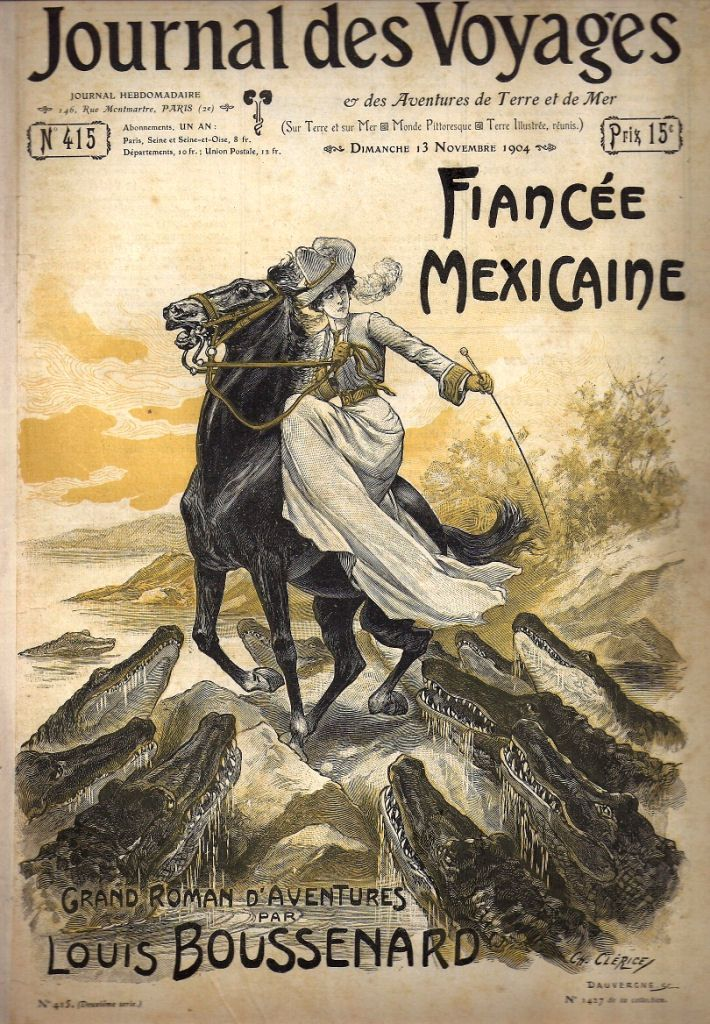
1904年
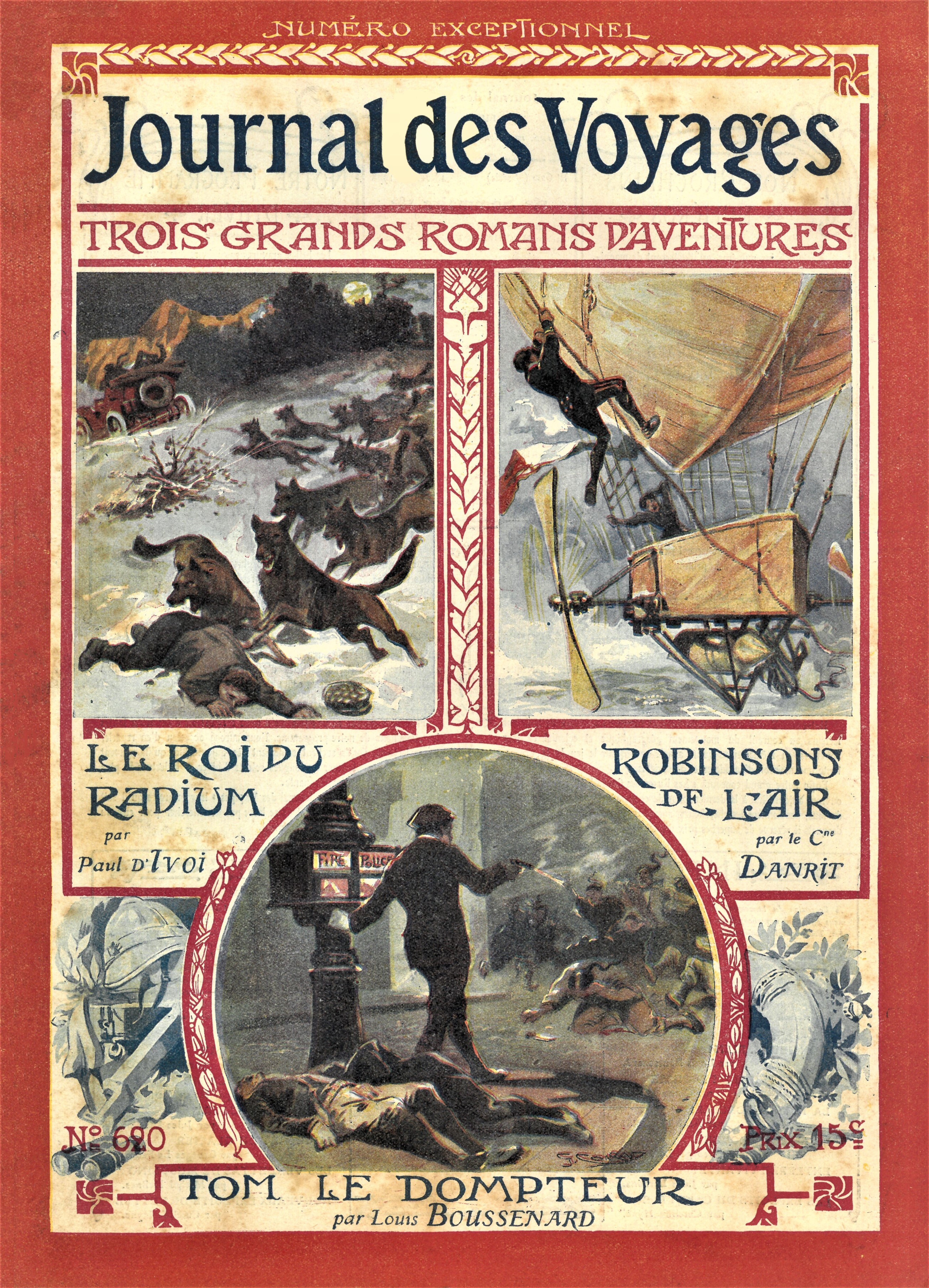
1908年
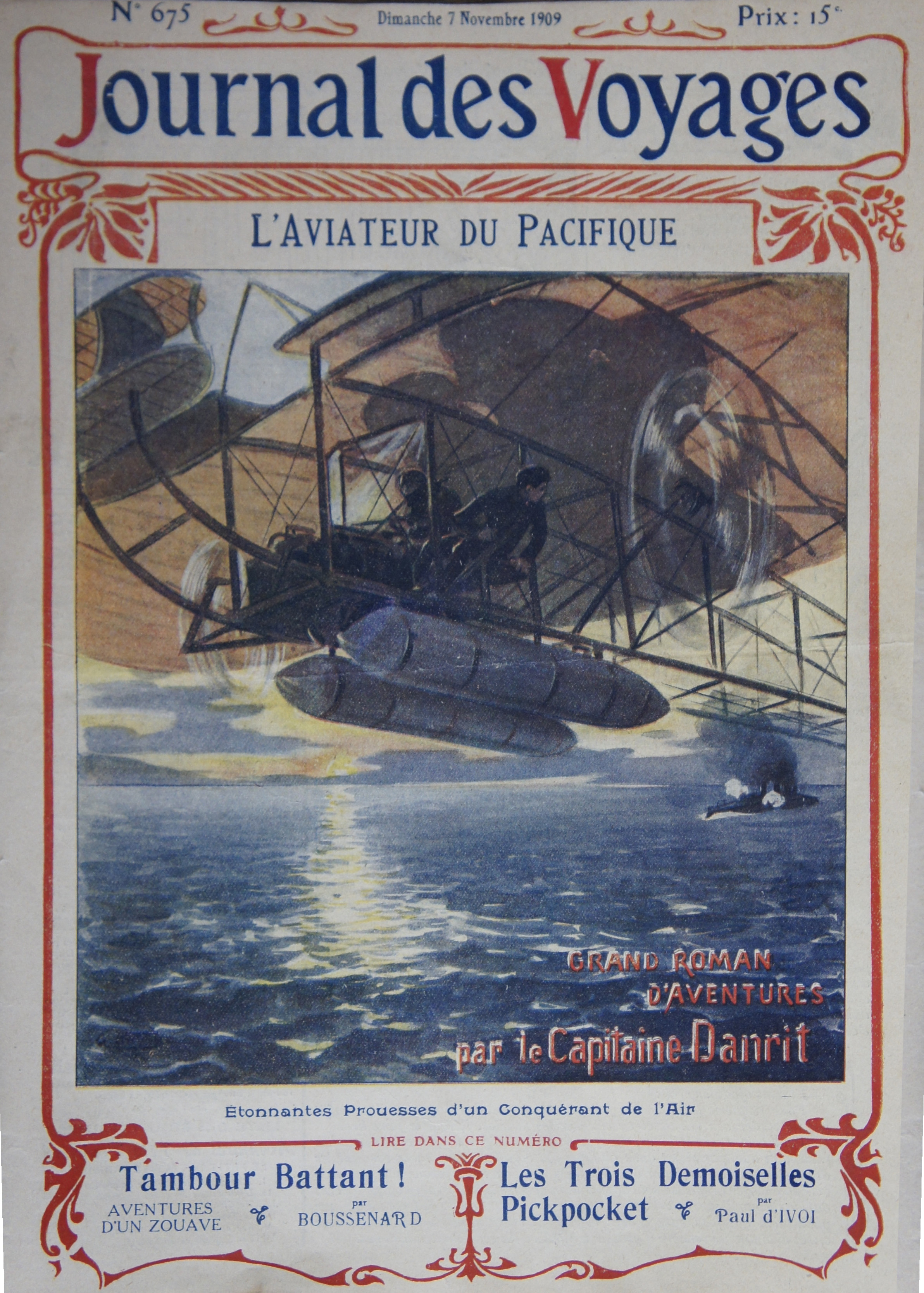
1909年
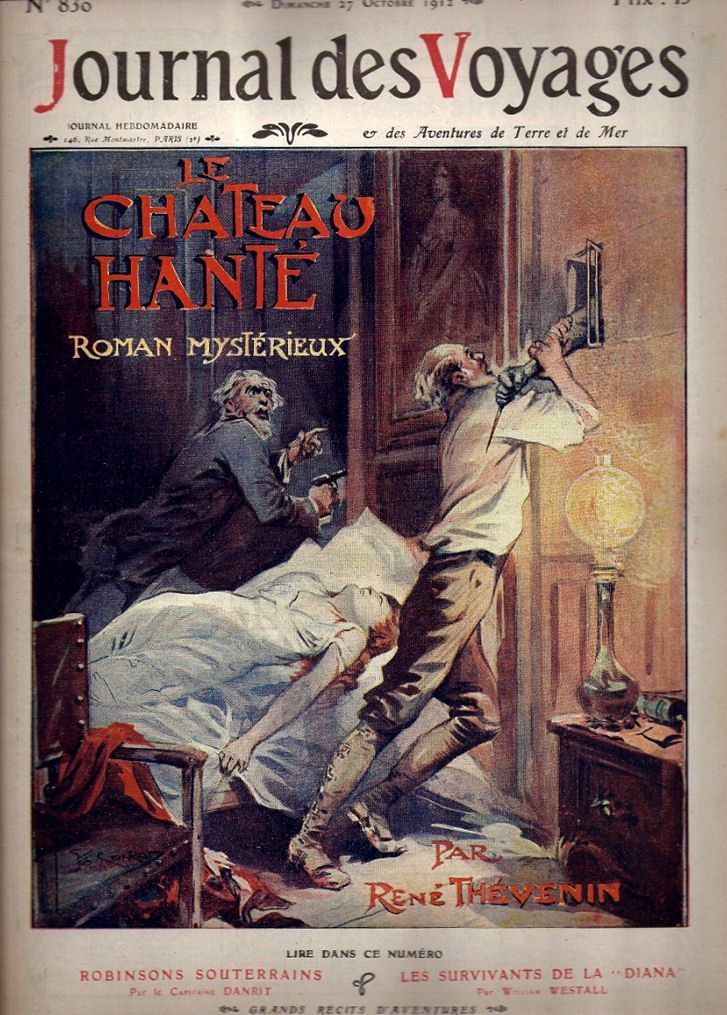
1912年
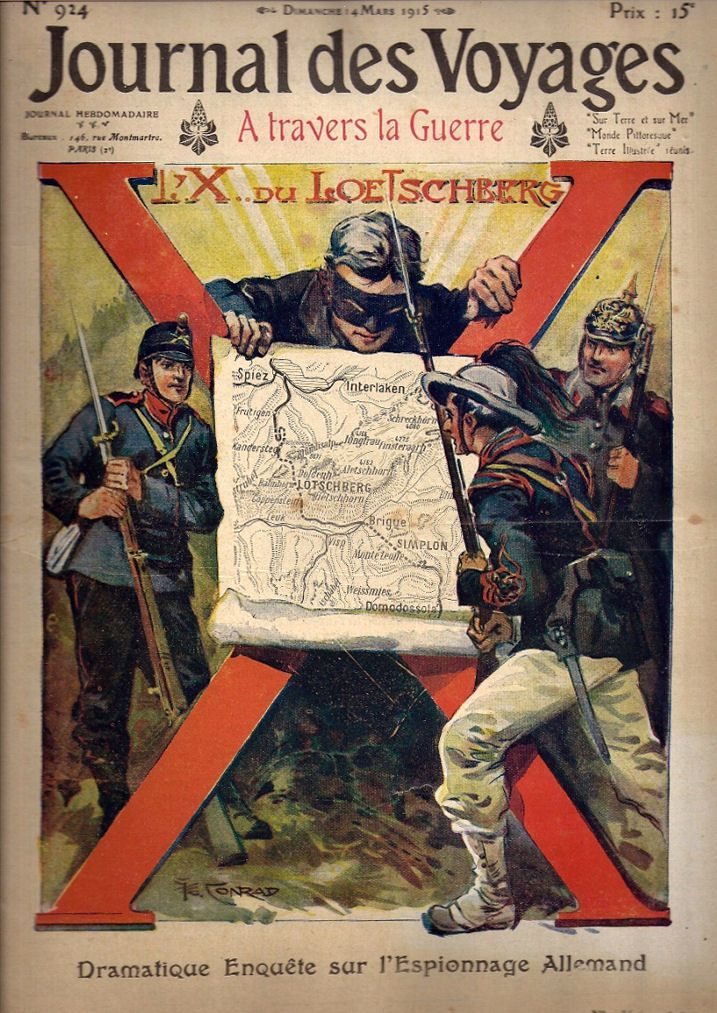
1915年

## 関連紙誌
※発刊順に列記
- ルビュー・アンシクロペディーク
- ル・マガザン・ピトレスク
- エル・ムセオ・ウニベルサル
- ヴォクルグ・スヴェタ
- ル・マガザン・デデュセシオン・エ・ドゥ・レクレアシオン
- ル・ジュルナル・ドゥ・ラ・ジュネス
- リルスタツィオーネ・イタリアーナ（イタリア語版）
- ラ・スィヤーンス・イリュストレ
- ジュルナル・デ・ヴォヤージュ
- スィヤーンス・エ・ヴォヤージュ